# 양민석 (기업인)
양민석(1973년 6월 6일 ~ )은 대한민국의 기업인이다. YG 엔터테인먼트의 전 대표이사이며, YG엔터테인먼트 전 대표 양현석의 동생이다. YG엔터테인먼트를 3대 연예기획사로 발전시킨 장본인으로 알려져 있다. 또한 매경 2015년 대한민국을 이끌어가는 CEO에 선정되었다.

## 경력
- 2014~ YG PLUS 대표이사
- 2001~2019 YG 엔터테인먼트 대표이사
- 1997 MF기획 입사 (현 YG엔터테인먼트 법인전환 이전)